# Peperomia disticha
Peperomia disticha är en pepparväxtart som beskrevs av Truman George Yuncker. Peperomia disticha ingår i släktet peperomior, och familjen pepparväxter. Inga underarter finns listade i Catalogue of Life.